# 叶冬松
叶冬松（1958年11月—），男，安徽无为人，中华人民共和国政治人物。南开大学经济学专业毕业，硕士研究生，高级经济师，高级工程师。中共十七大、十九大代表，中共第十七届中央候补委员。曾任河北省政协主席、党组书记。

## 生平
1977年3月参加工作。1981年6月加入中国共产党。1988年，担任安徽地矿局劳务公司副经理，后攻读南开大学经济学研究生。1991年，供职于安徽地矿局。1994年，任中国地质工程公司常务副总经理、总经理。1997年，任地矿部财务司司长。1998年，任中华人民共和国国土资源部财务司司长。1999年，改任人事教育司司长。2001年，升任国土资源部副部长、党组成员。2004年，担任中共河南省委常委、省委组织部部长、副书记。2011年，当选为河南省政协主席。2013年11月任中央第六巡视组组长。2018年1月，转任河北省政协党组书记。2018年1月，当选第十三届全国政协委员。2023年1月14日，卸任河北省政协主席职务。